# Лечим се животом
Лечим се животом је пети студијски албум српске поп певачице Тање Савић, издат 8. јуна 2024. године за Токсик ентертејмент. Снимљени су музички спотови за све песме, објављени на јутјуб каналу продуцентске куће. На албуму се налази један дует Две невоље са Банетом Бојанићем.

## Списак песама
| №   | Назив                        | Текст                           | Музика                                  | Трајање |  |
| 1.  | Лечим се животом             | Пера Стокановић                 | Пера Стокановић                         | 3:48    |  |
| 2.  | Отац сузама мојим            | Саша Лазић (текстописац)        | Александар Перишић Ромарио              | 3:28    |  |
| 3.  | Фанатик                      | Пера Стокановић                 | Пера Стокановић                         | 4:26    |  |
| 4.  | Брат по алкохолу             | Љиљана Јорговановић, Саша Лазић | Саша Лазић, Марко Глухаковић            | 2:40    |  |
| 5.  | Таква ми карма               | Пера Стокановић                 | Пера Стокановић                         | 4:01    |  |
| 6.  | Мастило                      | Саша Лазић                      | Саша Лазић                              | 3:12    |  |
| 7.  | Маштам                       | Јована Станковић (текстописац)  | Марко Драгић Пабло                      | 3:13    |  |
| 8.  | Заволи ме                    | Саша Лазић                      | Александар Перишић Ромарио              | 2:35    |  |
| 9.  | Песма против урока           | Пера Стокановић                 | Пера Стокановић, Александар Крсмановић  | 3:40    |  |
| 10. | Две невоље (са Бане Бојанић) | Драган Брајовић Браја           | Драган Брајовић Браја, Александар Кобац | 3:14    |  |